# Grabówka (powiat lubelski)
Grabówka – wieś w Polsce położona w województwie lubelskim, w powiecie lubelskim, w gminie Borzechów.
W latach 1975–1998 miejscowość należała administracyjnie do województwa lubelskiego.
Wieś stanowi sołectwo gminy Borzechów.  Według Narodowego Spisu Powszechnego z roku 2011 wieś liczyła 71 mieszkańców.
Wierni Kościoła rzymskokatolickiego należą do parafii Matki Bożej Częstochowskiej w Borzechowie.